# Флавије Аеције
Флавије Аеције (лат. Flavius Aëtius; живео од 391. до 454. године) је био војсковођа Западног римског царства у доба цара Валентинијана III. Од 433. био је magister militum. Победио је Атилу, вођу Хуна, на Каталаунским пољима код Париза 451. године, што је био веома тежак пораз за Хуне, а недуго после тога умире и Атила, након чега се Хунима губи сваки траг у Европи. Аеције је 454. године убијен као жртва интрига по налогу Валентинијана III. Две је деценије  управљао државом. Римски хроничари тих времена називали су га последњи прави Римљанин.

## Младост
Флавије Аеције је рођен у Дуросторуму у Мезији, крајем 4. века. Био је син италијанске мајке Аураелије и римског генерала Флавија Гаудентија, непознатих и могућих варварских корена. Аеције је провео детињство као талац на двору Визигота и Хуна, где је упознао тамошње обичаје и добио јединствен увид у варварску војно-политичку стратегију. Док је Аеције проводио детињство међу варварима његов отац се успињао степеницама моћи дошавши до положаја једног од најважнијих војних заповедника Западног римског царства. Након смрти цара Хонорија 423. године новопроглашеног цара Јована ће напасти Источно римско царство које га није признавало. У покушају спашавања неодрживе ситуације Јован је послао раније ослобођеног Аеција на хунски двор да затражи војну помоћ.

## Борба за власт
Хунски војници с којима је Аеције дошао у Италију да спаси цара Јована су стигли прекасно, али истовремено свима јасно приказују снагу његовог утицаја међу варварима. Под том војном претњом мајка малолетног цара Валентинијана III је склопила договор с Аецијем и друга два најмоћнија генерала Западног римског царства о неформалном тријумфирату. По том договору из 425. године Аеције је добио Галију, Флавије Феликс Италију, а Бонифације Африку, иако нико од њих није хтео делити власт с другима што доводи до грађанског рата међу тријумфирима. Аеције ће себи најпре припојити Италију након што је докрајчио Феликса, а на крају ће, иако поражен у бици код Равене од Бонифација, победити његовог наследника Себастијана 433. године. Иако је те задње године грађанског рата Валентинијан III постао по римском закону пунолетан Аеције се није обазирао на ту ситницу преузевши у руке целокупну власт у Царству оставивши цара без икакве стварне моћи.

## Господар Царства
Још током грађанског рата Аеције почиње своје ратове против разних варвара. Већ 426. године победио је Визиготе који су покушавали проширити своју територија у данашњој Француској (Аквитанија). Слично се убрзо догодило с Францима који су прешли реку Рајну. Преузимањем потпуне власти смањује се и број војних успеха. Бургунди су побеђени у кратком рату 436. године, али они ће бити уништени као политички фактор тек након инвазије Хуна (које је позвао Аеције) следеће године. Рат с Визиготима завршава нерешено 439. године иако је Аеције слављен због властите победе у војној бици, док је рат с Вандалима био катастрофалан по Рим. Најпре је Аеције потписао мир с Вандалима поклањајући им територија који су до тада освојили, али Вандалима то неће бити довољно, па су 439. године изненада напали и освојили град Картагину с римском флотом усидреном у луци. Следећих годину дана се вршила потпуна мобилизација римске војске због ослобађања Африке, само да би се тако скупљена војска на Сицилији потом вратила у своје старе војне базе због хунског напада на Источно римско царство. На крају је Аеције поново закључио мир с Вандалима 442. признајући им потпуну независност и све територије које су до тада освојили.
Последњи велики рат и велика победа Аеција пре Хуна постаје нови франачки рат у којем су 448. године Франци пононо побеђени и одбачени преко Рајне. Три године после Атила је почео свој напад на Галију у којој од су познатијих варварских народа живели Бургунди и Визиготи. Одговор на тај напад ће бити савез Царства и Визигота чије заједничке војне снаге ће у бици на Каталаунским пољима 20. јуна 451. победити Хуне. Након што су били побеђени следећу годину по први и задњи пут Атила напада Италију како би се осветио свом бившем пријатељу. Победнички војни поход Атила ће зауставити тек након пустошења по целој северној Италији након преговора с папом код реке По.

## Смрт и последице
Као и Хоноријев заштитник Стилихон, тако је и Аеције желео да награда за његова дела од стране Валентинијана III буде женидбена веза између њихових породица. Како је Валентинијан имао само кћери циљ је био женидба Аецијевог сина Гауденција за Валентинијанову кћер чиме би Гауденције постао престолонаследник. Та идеја се није свидела цару који га изненада током излагања о финансијама царства убио властитом руком. Катастрофални резултат Аецијевог убиства ће бити вандалска пљачка Рима, убиство три цара у само три године, преузимање стварне власти у држави од стране варвара Рицимера и одбијање провинција да прихвате нове цареве у Риму.

## Аецијев значај
Аеције је добио готово митске пропорције због своје победе над дотад непобедивим Атилом. Велики део историчара (пример: Роберт Ф. Пенел, Џон Норич) га назива човеком који је одржавао Западно римско царство 3 деценије. Едвард Гибон, Мајкл Грант и други оправдавају катастрофалан губитак Африке јер то по њиховом мишљењу Аеције није био у стању спречити, иако је значај тог губитка био јасан његовим претходницима и савременицима (Приск Атал, Мајоријан, Лав I, Антемије).
Други проблем током владавине овог генерала је било питање поражених варвара. У тренуцима када је Аеције има надмоћан у односу на варваре он их никад није избацивао изван граница Царства него их је насељавао унутар територије. Ту његову одлуку брани Гибон с објашњењем да су Аецију били потребни варварски војници јер су Римљани одбијали ићи у војску. По њему би избацивање варвара изван граница Царства резултовало нестанком регрута за римску војску.
Међу западним историчарима влада подељено мишљење о Аецијевој победи над Хунима и њеној важности. По једнима, та победа је спасила западни свет то јест њом је спашена западна цивилизација (Џон Норвич, Вилијам Вотсон, Едвард Криси). Једино Џон Багнал Бери сматра да су та битка и победа потпуно неважни за западни свет јер се Атила ионако повлачио, а напад на Галију је био пљачкашки без икакве намере за освајање те покрајине.